# Ermengarda z Maine
Ermengarda z Maine (francouzsky Erembourg du Maine; 1096–14. ledna 1126) byla hraběnka z Anjou a jediná dědička hrabství Maine.

## Život
Ermengarda byla jedinou dcerou hraběte Eliáše z Maine a jeho ženy Matyldy. Jako dědička hrabství byla velmi žádanou partií. Prvním snoubencem se stal Geoffroy, prvorozený syn hraběte Fulka z Anjou z manželství s Ermengardou Bourbonskou. Geoffrey se v obavě z vydědění proti otci vzbouřil a zemřel v bitvě u Candé v roce 1106. Zdá se, že k novému snoubenci a manželovi pomohla Ermengardě Fulkova bývalá žena Bertrada z Montfortu, když zařídila sňatek se svým synem Fulkem, nevlastním mladším bratrem zemřelého snoubence.
Hrabě Eliáš zemřel v červenci 1110 a následně se Ermengarda provdala za Fulka a do manželství přinesla věnem hrabství Maine. Z šestnáct let trvajícího manželství se narodily čtyři děti. Tři roky po Ermengardině smrti přijal ovdovělý Fulko nabídku na sňatek s jeruzalémskou princeznou Melisendou a odešel do Svaté země.